# ایان داوز
ایان داوز (انگلیسی: Ian Dawes؛ زادهٔ ۲۲ فوریهٔ ۱۹۶۳) بازیکن فوتبال اهل بریتانیا است.
از باشگاه‌هایی که در آن بازی کرده‌است می‌توان به باشگاه فوتبال کویینز پارک رنجرز اشاره کرد.